# تکیه محمد جعفرآباده‌ای
تکیه محمد جعفر آباده‌ای مربوط به دوره قاجار است و در اصفهان، تخت فولاد، جنوب مسجد رکن‌الملک واقع شده و این اثر در تاریخ ۱۰ خرداد ۱۳۸۲ با شمارهٔ ثبت ۹۰۶۷ به‌عنوان یکی از آثار ملی ایران به ثبت رسیده‌است.